# Тиренски језици
Тиренски или тирсенски језици (по Тирсенима) су према хипотези Хелмута Рикса из 1998. породица језика, коју чине етрурски, ретски и лемноски језик. Рикс процењује старост хипотетичног прајезика (прототиренског) на око 1000. п. н. е. Ова лингвистичка хипотеза баца ново светло на Пелазге, у које су античко време убрајани Етрурци и (лемноски) Тирсени.
Везу са ретским језиком у овој хипотези треба сматрати условном, јер постојећи натписи не садрже кохерентне текстове.
Претпостављено је постојање и егејске породице језика, која обухвата етеокритски и етеокипарски језик. Ако су ови језици стварно били сродни са етрурским и ретским језиком, представљали су праиндоевропски супстрат (језички остатак), који се простирао од Егејског мора и Крита преко Грчке и Апенинског полуострва до Алпа. Међутим, у науци о том питању нема сагласности. Етеокритски и етеокипарски језик доведе се између осталог у везу и са семитским језицима.